# Sudice, Třebíč
Sudice là một làng thuộc huyện Třebíč, vùng Vysočina, Cộng hòa Séc.